# Apeadeiro de Marvila
O apeadeiro de Marvila (nome anteriormente grafado como "Marvilla") é uma interface da Linha de Cintura, que se situa na freguesia de Marvila, no concelho de Lisboa, em Portugal.

## Descrição

### Localização e acessos
A estação situa-se junto à Azinhaga dos Alfinetes, em Lisboa. Esta artéria cruza a via férrea em passagem de nível contígua ao apeadeiro e por ela se acedem as paragens de autocarro mais próximas: na Rua António Gedeão (carreiras 31B e 793, a 370 m) e na Estrada de Marvila (carreira 793, a 268 m).

### Infraestrutura
Como apeadeiro de uma linha em via dupla, esta interface apresenta-se nas duas vias de circulação (I e II) cada uma acessível por plataforma — uma de 111 m de comprimento e a outra com 125 m, e ambas com 90 cm de altura.

### Serviços
Em dados de 2023, esta interface é servida por comboios de passageiros da C.P. de tipo urbano (USGL) no serviço “Linha da Azambuja”, com 35 circulações diárias em cada sentido entre Azambuja e Alcântara-Terra; aos dias úteis passam sem parar nesta interface 74 circulações diárias do mesmo serviço, assim como todas suas 39 circulações diárias aos fins de semana e feriados — em cada sentido.

## História

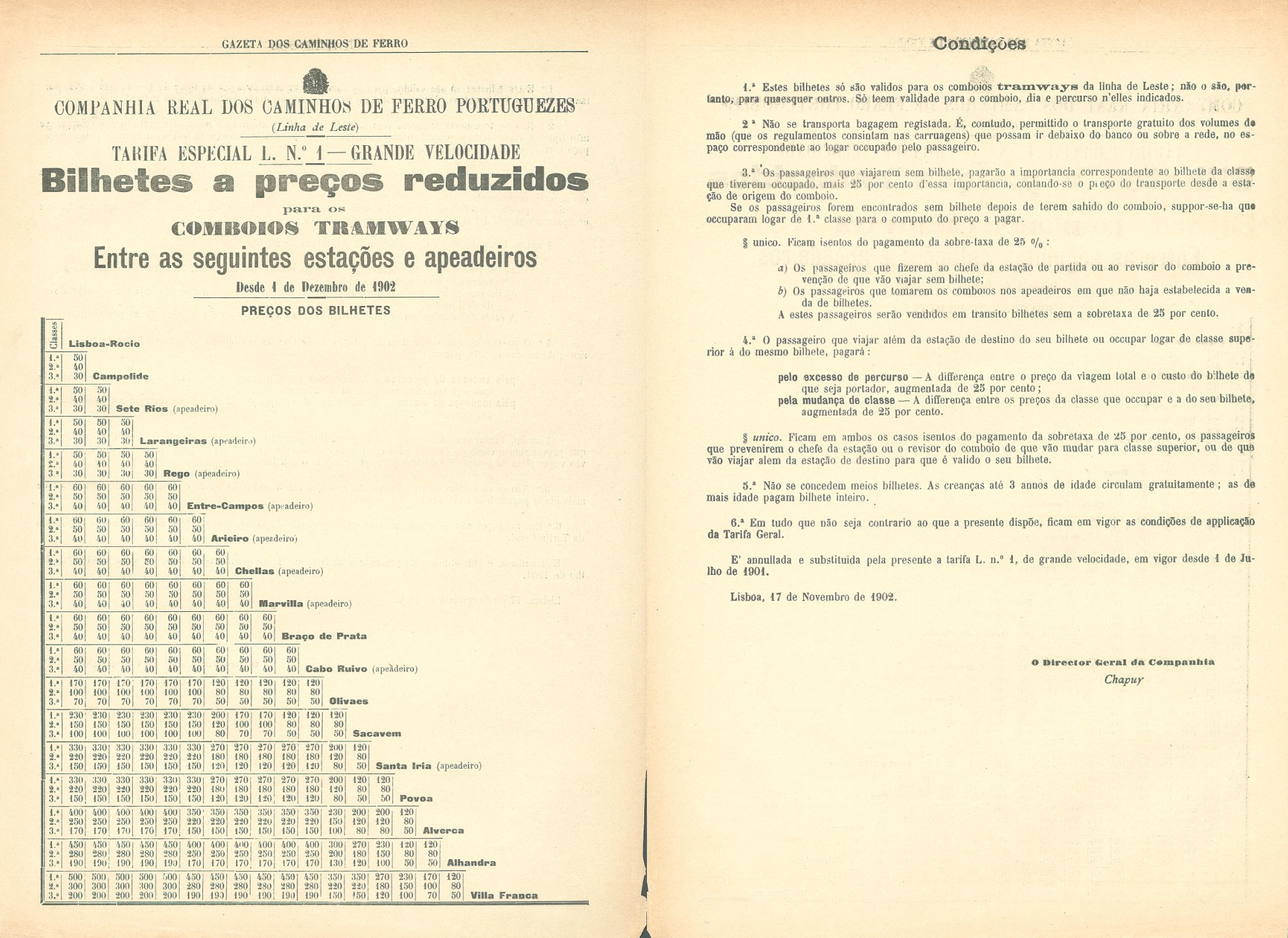
Tabela de 1902, onde Marvila aparece como apeadeiro e com a grafia original.

Esta interface situa-se no troço da Linha de Cintura entre as estações de Chelas e Braço de Prata, que entrou ao serviço em 5 de Setembro de 1891, pela Companhia Real dos Caminhos de Ferro Portugueses.
Já no século XXI, esta interface foi alvo de duas campanhas de revitalização por meio de intervenções artísticas: Em 2018, no âmbito do combate ao vandalismo a que o apeadeiro está sujeito, o artista local LS (Luís Santos; writer de graffiti), com material disponibilizado pela Galeria de Arte Urbana da Câmara Municipal de Lisboa, decorou graciosamente o muro do abrigo do lado norte da via com mural de motivos zoomórfico-geométricos; em 2021, em parceria entre a mesma galeria e a tutela («valorização de espaços ferroviários através da incorporação de graffiti regulados»), a totalidade do muro da plataforma do lado sul da via foi coberta por mural temático da autoria conjunta do mesmo LS e de Styler a.k.a (de estilo fotorrealista) onde aos motivos zoomórficos e caligráficos se juntam quadros figurativos alusivos à vivência ferrovária local e ao património arquitetónico vizinho (edifícios José Domingos Barreiro e Abel Pereira da Fonseca).

Apesar de as circulações designadas como “Linha de Sintra” passarem em Marvila sem paragem desde pelo menos 2000, mesmo assim esta é identificada, por lapso, como fazendo parte da carreira Alverca ⇄ Sintra na documentação anexa ao Plano Ferroviário Nacional publicada em finais de 2022, bem como nalguma sinalética a bordo, entretanto incompletamente corrigida.[carece de fontes?]